# Пироженко Степан Матвійович
Степа́н Матві́йович Пироже́нко (* 24 квітня 1916, Маріуполь — † 21 березня 1962, Київ) — Герой Радянського Союзу, у роки радянсько-німецької війни катерист 134-го окремого моторизованного понтонно-мостового батальйону 6-ї понтонно-мостової бригади 1-го Українського фронту, сержант.

## Біографія
Народився 24 квітня 1916 року в місті Маріуполі (тепер Донецької області) в сім'ї робітника. Українець. Освіта початкова. Жив в Києві. Працював мотористом катера на Дніпрі. У 1943 році призваний в ряди Червоної Армії. У боях радянсько-німецької війни з жовтня 1943 року. Воював на 1-му Українському фронті.
З 1 по 9 лютого 1945 року катерист окремого моторизованого понтонно-мостового батальйону сержант Пироженко при форсуванні річки Одера в районі містечка Цюхеї (Польща) в умовах кригоходу забезпечив безперебійну поромну переправу 75 танків і самохідних артилерійських установок, 66 гармат, 53 мінометів, 190 тонн боєприпасів, 80 тракторів і близько 6 000 воїнів, чим сприяв успіху бойових дій. 
Указом Президії Верховної Ради СРСР від 27 червня 1945 року за зразкове виконання бойових завдань командування і проявлені при цьому мужність і героїзм сержантові Степану Матвійовичу Пироженку присвоєне звання Героя Радянського Союзу з врученням ордена Леніна і медалі «Золота Зірка» (№ 7831).

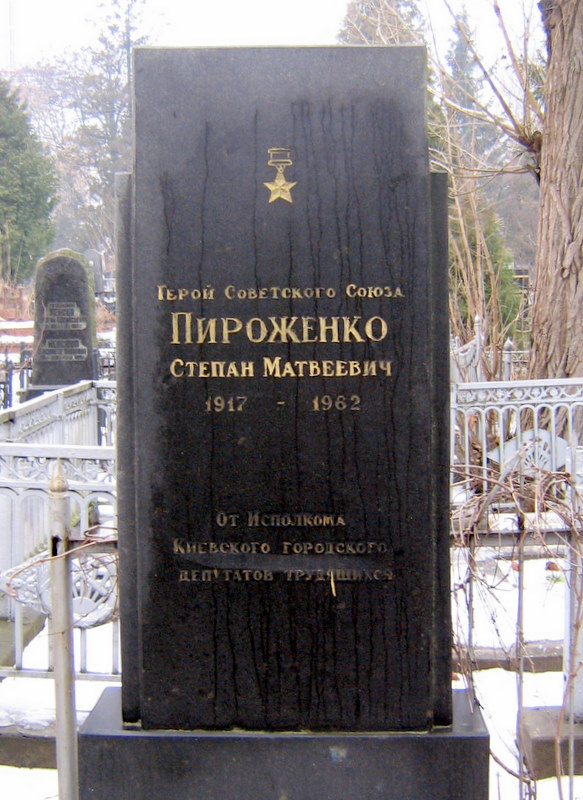
Надгробок Степана Пироженка

Після закінчення війни повернувся до Києва. Працював мотористом на кораблях. Помер 21 березня 1962 року. Похований в Києві на Лук'янівському військовому кладовищі.
Нагороджений орденом Леніна, двома орденами Червоної Зірки, медалями.